# Автошлях E691

Європейський маршрут E 691 — європейська дорога класу В, що пролягає з Вірменії через Грузію до Туреччини.

## Маршрут
- Вірменія:
  - Մ1: Аштарак (E117) - Ґюмрі - Ашоцьк
- Грузія:
  - ს 11:  Ніноцмінда - Ахалкалакі -  Ахалціхе
  - ს 8: Ахалціхе - Вале
- Туреччина:
  - D.955: Тюркгьозю - Камлікатак
  - D.965: Камлікатак - Карс
  - D.957: Карс - Каракурт
  - D.080: Каракурт- Хорасан (E80)